# Hans Reiser (Informatiker)

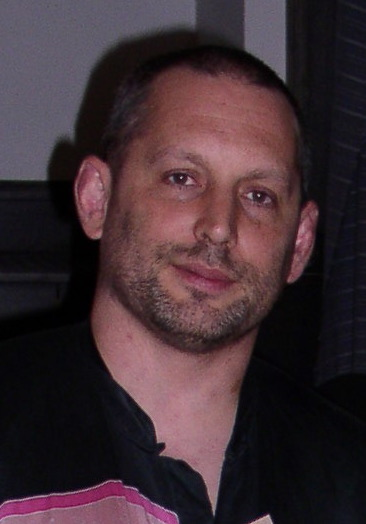
Hans Reiser (2005)

Hans Thomas Reiser (* 19. Dezember 1963 in Oakland) ist ein amerikanischer Informatiker und ein verurteilter Mörder. Er ist durch das nach ihm benannte Dateisystem ReiserFS bekannt geworden, das er mit seinen Mitarbeitern als Inhaber des Unternehmens Namesys entwickelte. Auch wurde er wegen des Mordes an seiner Ehefrau verurteilt.

## Leben
Reiser wuchs in Kalifornien auf. Mit 14 Jahren brach er die Schule ab und bewarb sich an der University of California, Berkeley. Er machte dort einen Bachelor in Systematizing. In seiner Abschlussarbeit beschäftigte er sich mit “differences in the philosophy of computer science and the physical sciences as illustrated by name space (file system) design issues”.
Seit 1988 ist Hans Reiser mit dem Betriebssystem Unix und seinen Ablegern vertraut. In der Zeit bis 1993 arbeitete er mit Rechnern verschiedener Architekturen. Aufbauend auf den gesammelten Erfahrungen gründete er Ende der 1990er sein eigenes Unternehmen Namesys. Seitdem entwickelte Hans Reiser mit einem kleinen Team von Programmierern das Dateisystem ReiserFS sowie dessen Nachfolger Reiser4, welches er der Linuxgemeinde zur Verfügung stellt. ReiserFS wurde einige Zeit als Standarddateisystem für SuSE Linux verwendet.
Am 3. September 2006 verschwand seine seit Mai 2004 von ihm getrennt lebende Frau Nina, mit der er zwei Kinder hatte. Hans Reiser wurde am 10. Oktober 2006 wegen Mordverdachts verhaftet, stritt jedoch jede Schuld ab. Die Polizei fand im Auto von Hans Reiser, aus dem der Beifahrersitz ausgebaut worden war, unter anderem eine Rolle großer Müllsäcke, einen blutbefleckten Schlafsack und zwei Bücher mit den Titeln Homicide (Die Ermordung) und Masterpieces of Murder (Mord, die Meisterstücke). Im Dezember 2006 gab er in einem Interview bekannt, seine Firma Namesys verkaufen zu wollen, um seine Verteidigung zu finanzieren. Die Verhandlung begann am 6. November 2007.
Am 28. April 2008 wurde Hans Reiser des Mordes an seiner Frau („first degree murder“) für schuldig befunden. Im Rahmen eines Deals mit der Strafverfolgung führte er am 7. Juli 2008 die Polizei zur Leiche seiner Frau und gestand den Mord. Deshalb wurde er am 29. August 2008 für second degree murder (Mord zweiten Grades, siehe auch Tötungsdelikte) zu einer lebenslangen Freiheitsstrafe verurteilt, aus der er frühestens nach 15 Jahren entlassen werden konnte („15 years to life“). Der Verurteilte bat die Gesellschaft und die Mutter seiner Frau um Verzeihung. Seither verbüßt er seine Strafe in verschiedenen kalifornischen Staatsgefängnissen. Bewährungsanhörungen fanden am 5. März 2020 und 18. August 2022 statt, eine Entlassung wurde abgelehnt. Die nächste Bewährungsanhörung ist für Oktober 2025 vorgesehen.
Im 2012 wurde in einem Zivilprozess wegen widerrechtlicher Tötung (wrongful death) zur Zahlung von insgesamt 60 Millionen US-Dollar an seine beiden Kinder verurteilt.